# کرل هیل (مریلند)
کرل هیل (به انگلیسی: Coral Hills) شهری در ایالت مریلند کشور ایالات متحده آمریکا است که جمعیت آن در سرشماری سال ۲۰۱۰ میلادی، ۹٬۸۹۵ نفر بوده‌است.